# 布爾巴赫瓦爾德魏爾湖

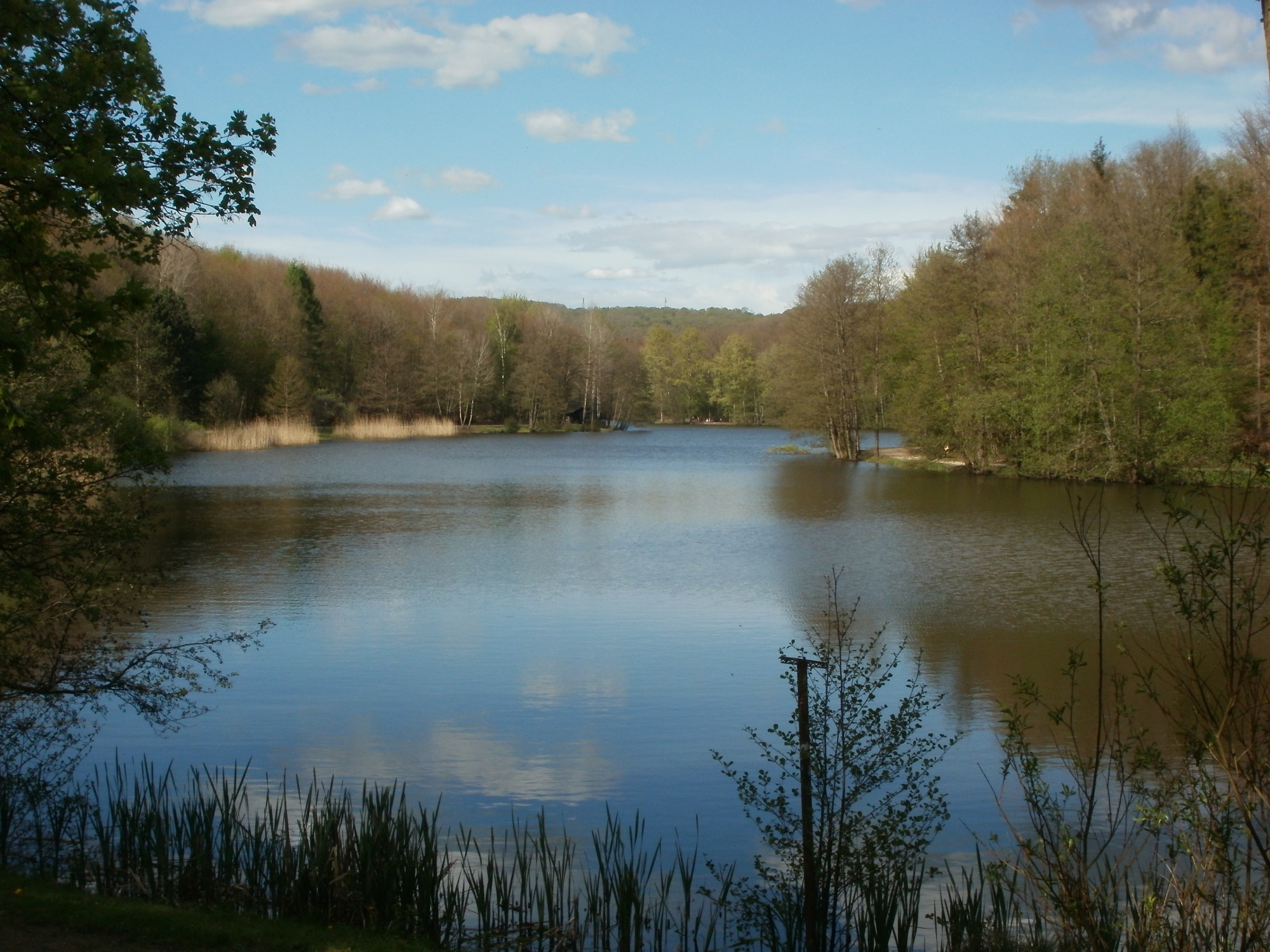

49°15′33.4″N 6°56′46.6″E / 49.259278°N 6.946278°E
布爾巴赫瓦爾德魏爾湖（德語：Burbacher Waldweiher），是德國的湖泊，位於該國西南部，由薩爾蘭州負責管轄，處於薩爾布呂肯，長0.7公里、寬0.1公里，面積0.07平方公里，海拔高度218米，湖岸線長度1.7公里。